# Traditionella kinesiska tecken
Traditionella kinesiska tecken är en typ av skrivtecken för kinesisk skrift. De kinesiska tecknen standardiserades under den förste kinesiske kejsaren Qin Shi Huangdis regering 221–210 f. Kr. De har förblivit praktiskt taget oförändrade sedan dess. De var den officiella standardskriften i Kina, innan Folkrepubliken Kina på 1950-talet införde förenklade kinesiska tecken som ett led i arbetet att öka läskunnigheten i landet. Många förenklade tecken hade tidigare använts inofficiellt, främst inom olika former för kursiv skrift.

## Benämningar
De traditionella kinesiska tecknen kallas ibland ”oförenklade tecken” (till skillnad från de ”förenklade tecknen”), ”fullformstecken”, ”komplexa tecken” (kinesiska: (traditionell) 繁體字, förenklat 繁体字, pinyin: fántǐzì) och ”ortodoxa, genuina tecken” (kinesiska: traditionell 正體字, förenklat 正体字, pinyin: zhèngtǐzì). På Taiwan är den officiella beteckningen 正體字 (pinyin: zhèngtǐzì), med betydelsen ’ortodoxa, korrekta tecken’, i motsats till varianttecken, bland vilka Folkrepublikens förenklade tecken anses ingå. Förespråkare för den traditionella skriften menar ofta att termen 繁體字 (fántǐzì, ’komplicerade tecken’) är missvisande, eftersom de traditionella tecknen är de ursprungliga och därför inte något som avsiktligt gjorts komplicerat, även om antalet streck som ingår i dem är större.

## Användningsområden
De traditionella skrivtecknen används fortfarande på Taiwan samt i Hongkong och Macao. De används också av många kinesiska emigranter och av deras ättlingar utanför Kina.
Genom nationell lagstiftning i Singapore har de traditionella kinesiska tecknen där kommit att ersättas av de förenklade kinesiska tecken som nu används i Fastlandskina. Lagstiftningen är del av en omfattande språkkampanj som syftar till att införa standardkinesiska skrivet med förenklade tecken och engelska som två av Singapores officiella språk. Den kinesiskättade befolkningen i Singapore  talar ett flertal olika kinesiska dialekter.
I Japan användes de traditionella tecknen i stort sett oförändrade fram till slutet av andra världskriget, då många tidigare kursivformer upphöjdes till standard. Förenklingen var dock långt ifrån lika långtgående som i Kina, varför japanska kanji än i dag har större likheter med skriften på Taiwan än på fastlandet.